# 임동균
임동균(林東均, 1950년 ~ )은 대한민국의 아마추어 바둑 기사이다. 

## 약력
- 1979년 - 학초배 준우승
- 1996년 - 1회 지송배 아마최강전 우승, 아마 7단 승단
- 2007년 - YES24배 고교동문전 고정 진행자